# تیا کوئین
تیا کویین (به انگلیسی: Thea Queen)، که همچنین به عنوان اسپیدی نیز شناخته می‌شود، شخصیتی خیالی است که توسط ویلا هلند در سریال تلویزیونی کماندار در شبکه سی‌دابلیو به تصویر کشیده شده‌است که توسط گرگ برلانتی، مارک گوگنهایم و اندرو کریزبرگ ساخته شده‌است. او خواهرخوانده شخصیت اصلی سریال الیور کوئین / گرین ارو است. اگرچه این شخصیت ساخته شده برای این سریال است، اما او عناصری از ابرقهرمان دی سی کامیکس اسپیدی را دارد که توسط نویسنده کوین اسمیت و هنرمند فیل هستر ساخته شده‌است.
هلند از اولین تا ششمین فصل کماندار از بازیگران اصلی بود و همچنین در سریال اسپین آف ارو ورس فلش نیز بازی کرد. اگرچه تیا کوئین با الهام از شخصیت کمیک میا دی یردن ساخته شده‌است اما این شخصیت بعداً به شکل امیکو کوئین درآمد.